# 莺歌海镇
莺歌海镇，是中华人民共和国海南省乐东黎族自治县下辖的一个乡镇级行政单位。位于乐东黎族自治县西南，为渔业镇。明朝末年即有人于此定居。除渔业外还有莺歌海盐场。

## 交通
- 莺歌海站

## 行政区划
莺歌海镇下辖以下地区：
莺一社区、莺二社区、莺三社区、新兴社区、新二社区和新一社区。